# Sven Nicke Storck
Sven Niklas "Nicke" Storck, född 2 mars 1920, död 16 juli 1988, var en svensk översättare, tolk och redaktör. Han hade stora kunskaper om Sovjetunionen och var länge engagerad i kommunistpartiet.

## Biografi
Storck läste ryska på Nya Elementar med Alexander de Roubetz som lärare, och tog sedan betyg i Uppsala. År 1939 undervisade han på sin gamla skola men blev inkallad till försvarets kryptotjänst, som han avlägsnades från på grund av sitt engagemang i Clarté.
Under andra världskriget översatte han sina första skönlitterära verk och 1944-45 gav han ut fem romanöversättningar, de flesta på förlaget Ljus. Böckerna var politiskt acceptabla i Sovjet, och i slutet av kriget var den svenska opinionen mer sovjetvänlig och det fanns ett intresse för sovjetrysk litteratur.
I Clarté träffade Storck sin fru Ann-Mari, som var dotter till den Kominterntrogne kommunistledaren Hugo Sillén. Denne knöt honom till ryska legationen, vars beskickningschef Aleksandra Kollontaj var mycket förtjust i honom. Från 1944 till 1985 verkade han som ansvarig utgivare, redaktör och chefredaktör för Nyheter från Sovjetunionen som var legationens bulletin, och 1945 blev han medlem i Sverges Kommunistiska Parti.
Han skrev en egen bok, Några moderna ryska författare, som kom ut 1947 och när sovjetrysk litteratur började intressera svenska bokförläggare igen på 1960-talet återkom han som översättare. Bland annat översatte han Konstantin Fedins Tunn luft, Konstantin Paustovskijs böcker Det svarta svalget och En nordisk berättelse, Tjingiz Ajtmatovs Från berg och stäpper och Leonid Brezjnevs Minnen. På senare år var han även verksam som lärare vid översättarundervisningen i ryska på Stockholms universitet.
I slutet av sitt liv blev han vän med den antikommunistiske översättaren Staffan Skott, som bland annat skrev hans runa.